# کیسی کریک (کنتاکی)
کیسی کریک (به انگلیسی: Casey Creek) یک منطقهٔ مسکونی در ایالات متحده آمریکا است که در شهرستان ادیر، کنتاکی واقع شده‌است. کیسی کریک ۲۲۴٫۹۵ متر بالاتر از سطح دریا واقع شده‌است.